# Баришівка (станція)
Баришівка — проміжна залізнична станція 4-го класу Київської дирекції Південно-Західної залізниці на електрифікованій лінії Київ — Полтава  між зупинними пунктами Селичівка (2,4 км) та Коржі (2,4 км). Розташована в селищі Баришівка Броварського району Київської області.

## Історія
Станція відкрита 1901 року під час будівництва залізниці Київ — Полтава. Першим начальником станція був Кипа Єремій Порфирович. У 1913—1916 роках посаду начальника станції обіймав Сидоренко Олександр Тимофійович.
У 1972 році станція електрифікована змінним струмом (~25 кВ) в складі дільниці Дарниця — Баришівка, у 1973 році — продовжена до станції Яготин.
Збереглася стара вокзальна будівля, яка зазнала капітальної реконструкції.

## Пасажирське сполучення
На станції Баришівка зупиняються приміські електропоїзди Яготинського напрямку.